# Nikon Z7
Z7 II
Le Nikon Z7 est un appareil photo numérique hybride plein format à objectifs interchangeables produit par Nikon. La sortie de l'appareil a été annoncée officiellement le 23 août 2018 pour une sortie en septembre 2018. Ce fut le premier appareil utilisant la monture Nikon Z ; le deuxième modèle, sorti en novembre 2018, fut le Nikon Z6 de 24,5 mégapixels.
Trois objectifs au format Z étaient disponibles en décembre 2018, le Nikkor Z 24-70mm f/4 S
FX AF, le 35mm f/1.8 S FX AF et le 50mm f/1.8 S FX AF. L'adapteur de monture F vers Z (FTZ) permet d'utiliser les objectifs des appareils numériques reflex Nikon avec une totale compatibilité.
Fin 2018, Nikon a également publié une « feuille de route » d'objectifs devant être diffusés entre 2019 et 2021, comprenant neuf produits.

## Caractéristiques
- Capteur C-MOS rétro-éclairé (BSI) de 45,7 Mégapixels.
- Plage de sensibilité 64-25600 ISO native.
- Processeur d'images Expeed 6.
- Monture Nikon Z :
  - Diamètre interne de 55 mm pour un chemin optique moins divergent entre la pupille de la lentille de sortie et le capteur d'images.
  - Tirage mécanique de 16 mm.
  - Les objectifs au format Nikon F peuvent être utilisés à l'aide de l'adaptateur d'objectif Nikon FTZ.
- Système autofocus à 493 points qui peut basculer automatiquement entre un auto-focus à détection de phase et un auto-focus à détection de contraste. Les collimateurs couvrent 90 % du champ du viseur.
- Stabilisation d'image du capteur intégrée allant jusqu'à 5 diaphragmes.
- Mode rafale allant jusqu'à 9 images/s.
- Viseur électronique avec un écran de 3,7 millions de points avec une amplification de 0.8x et un angle de visée de 37°.
- L'écran arrière de 3,2" de 2,1 millions de points est inclinable et tactile.
- Il peut enregistrer la vidéo 1080p jusqu'à 120 images/s et la vidéo 4K jusqu'à 30 images/s. Le signal vidéo peut sortir sur un connecteur HDMI en N-Log 10 bit vers un enregistreur externe haut de gamme.
- L'appareil est livré avec une batterie EN-EL15b et est compatible avec les batteries EN-EL15a[5].

## Galerie

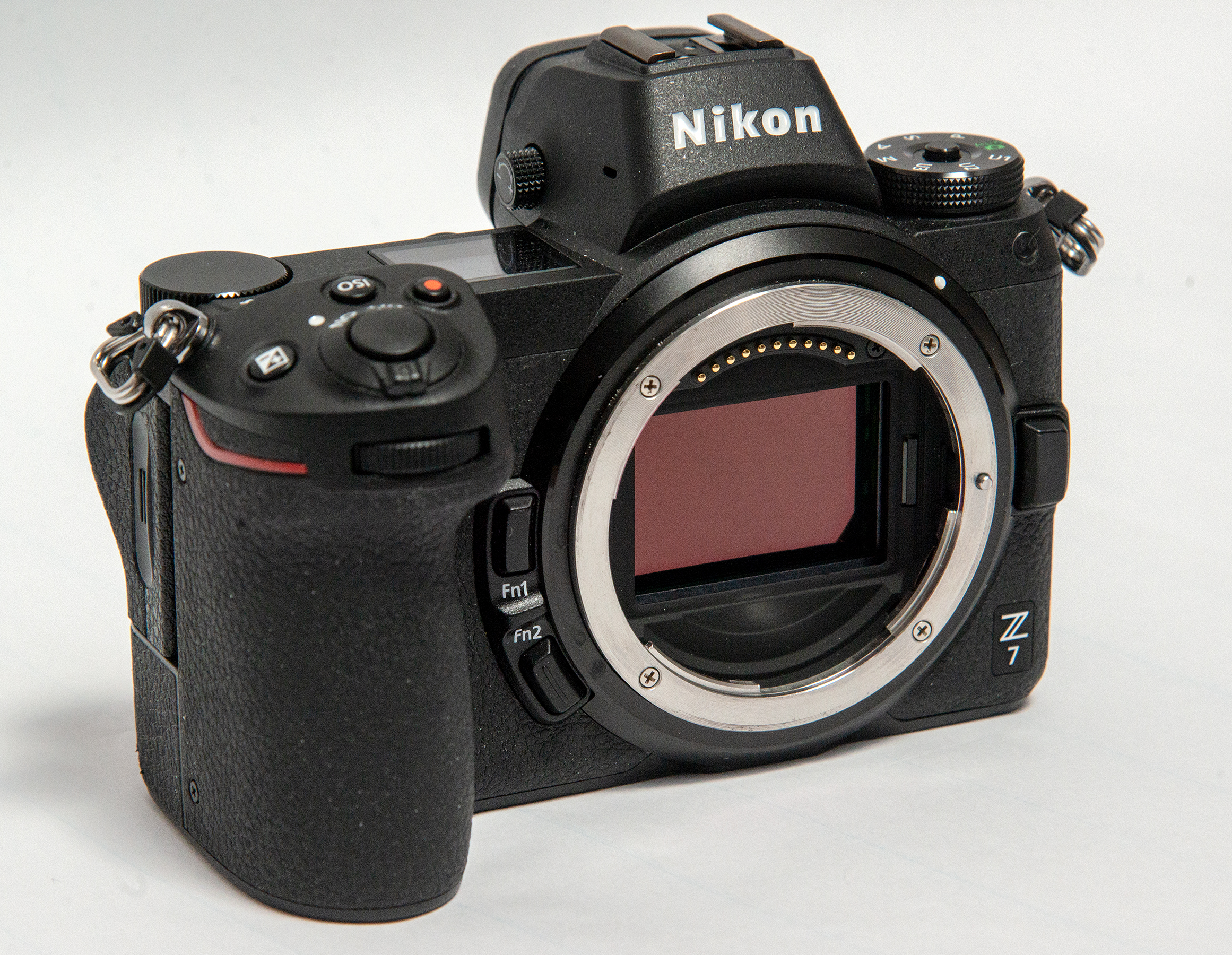
Monture de grand diamètre interne et grand capteur
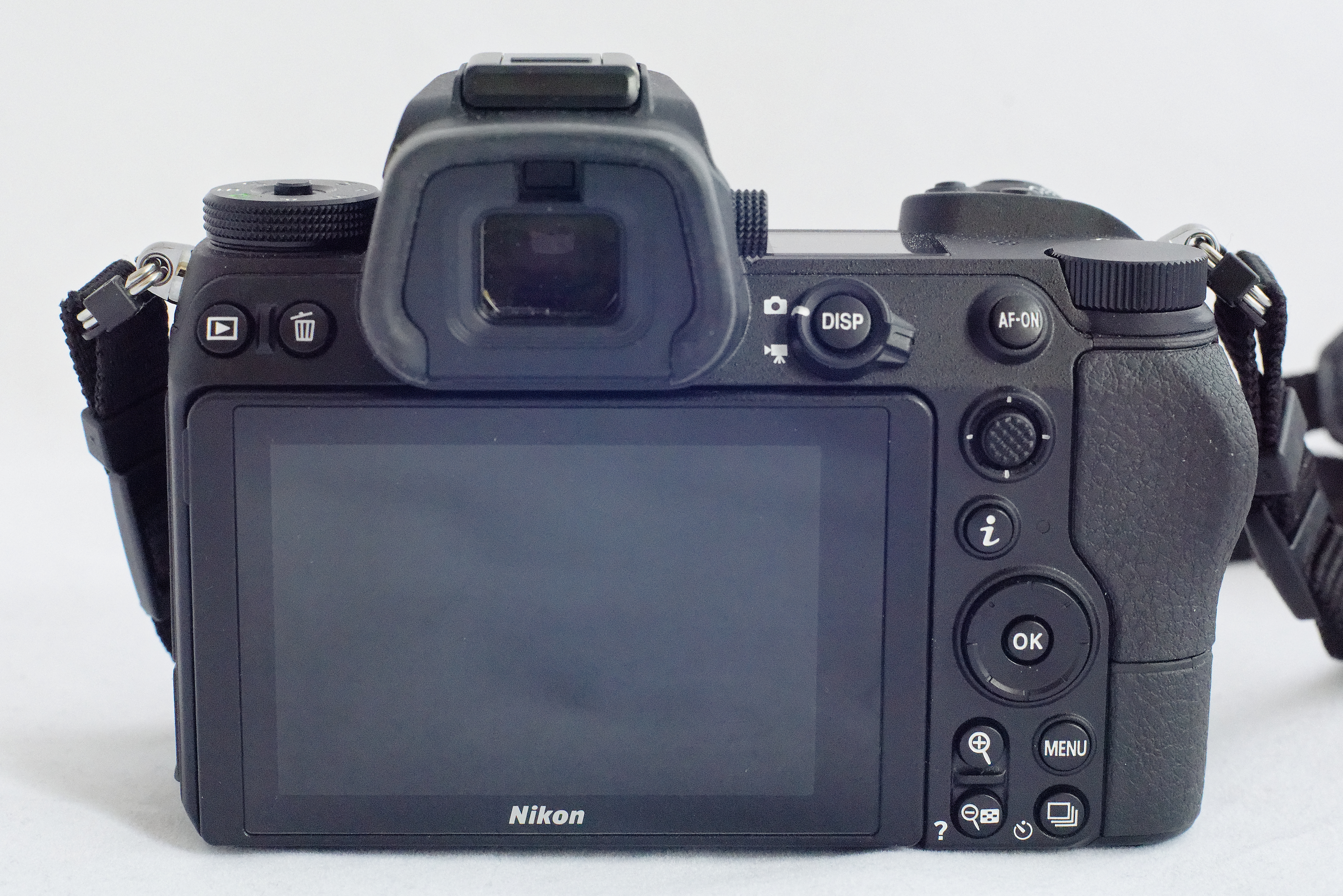
Vue arrière
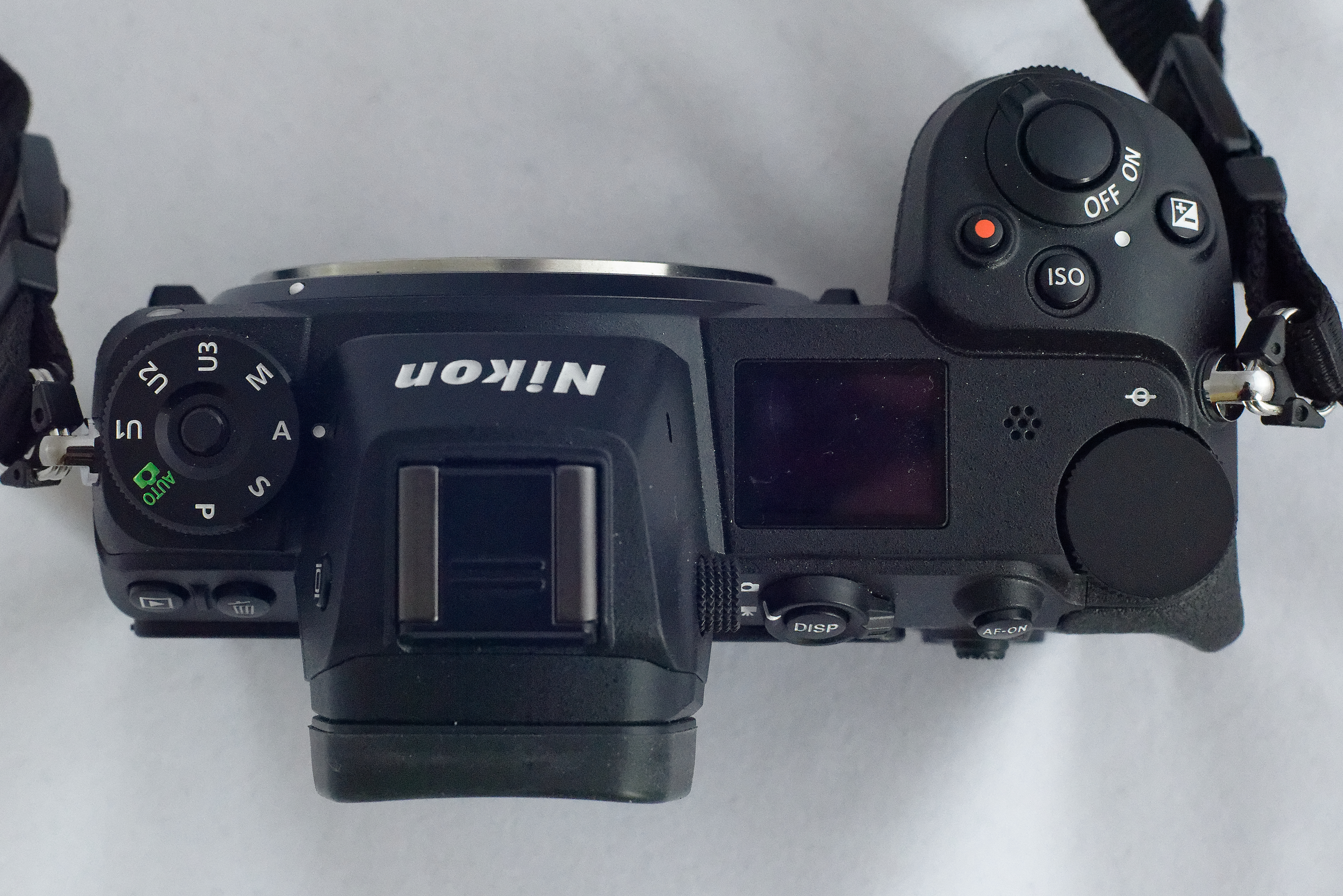
Vue de dessus
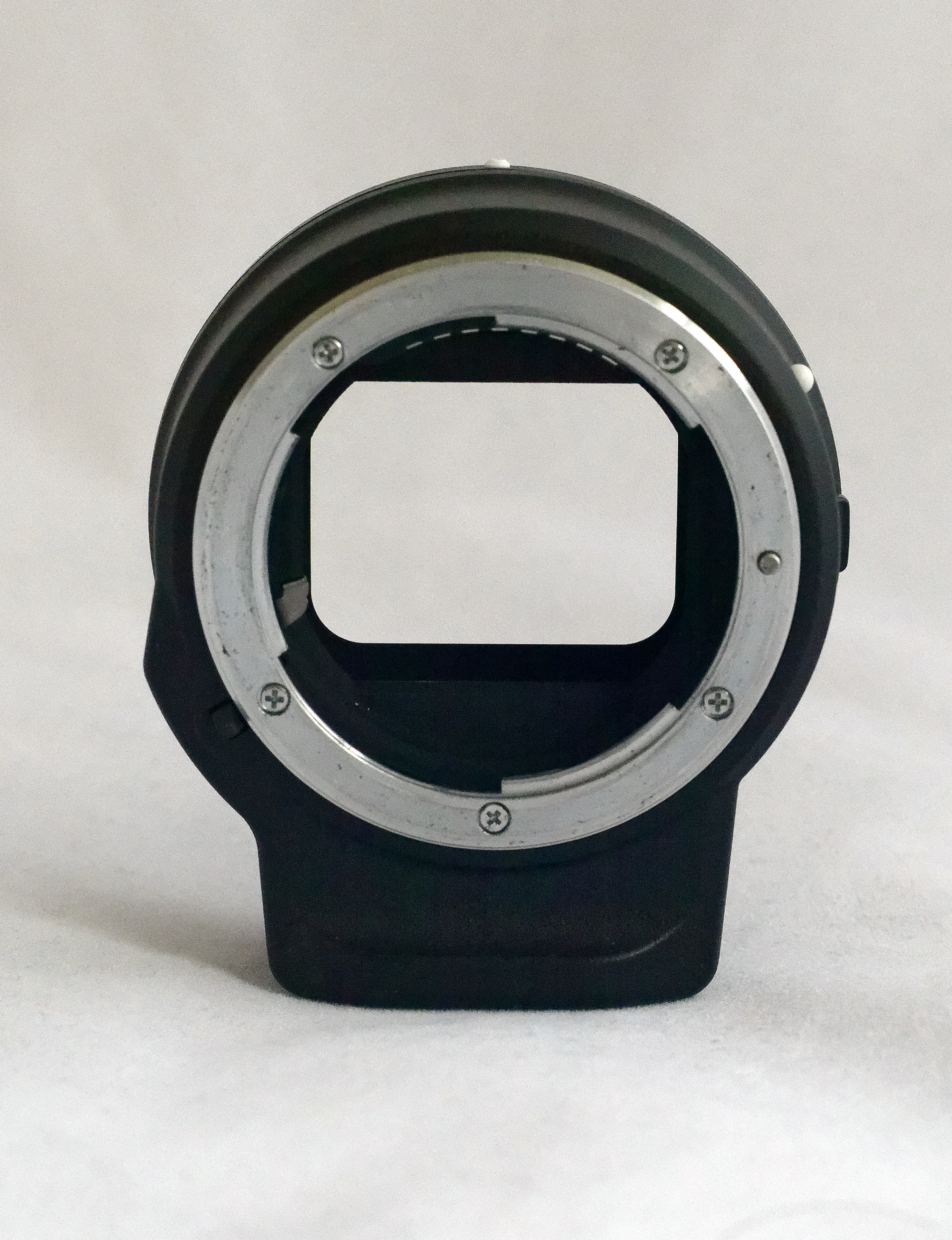
Adaptateur FTZ côté objectif
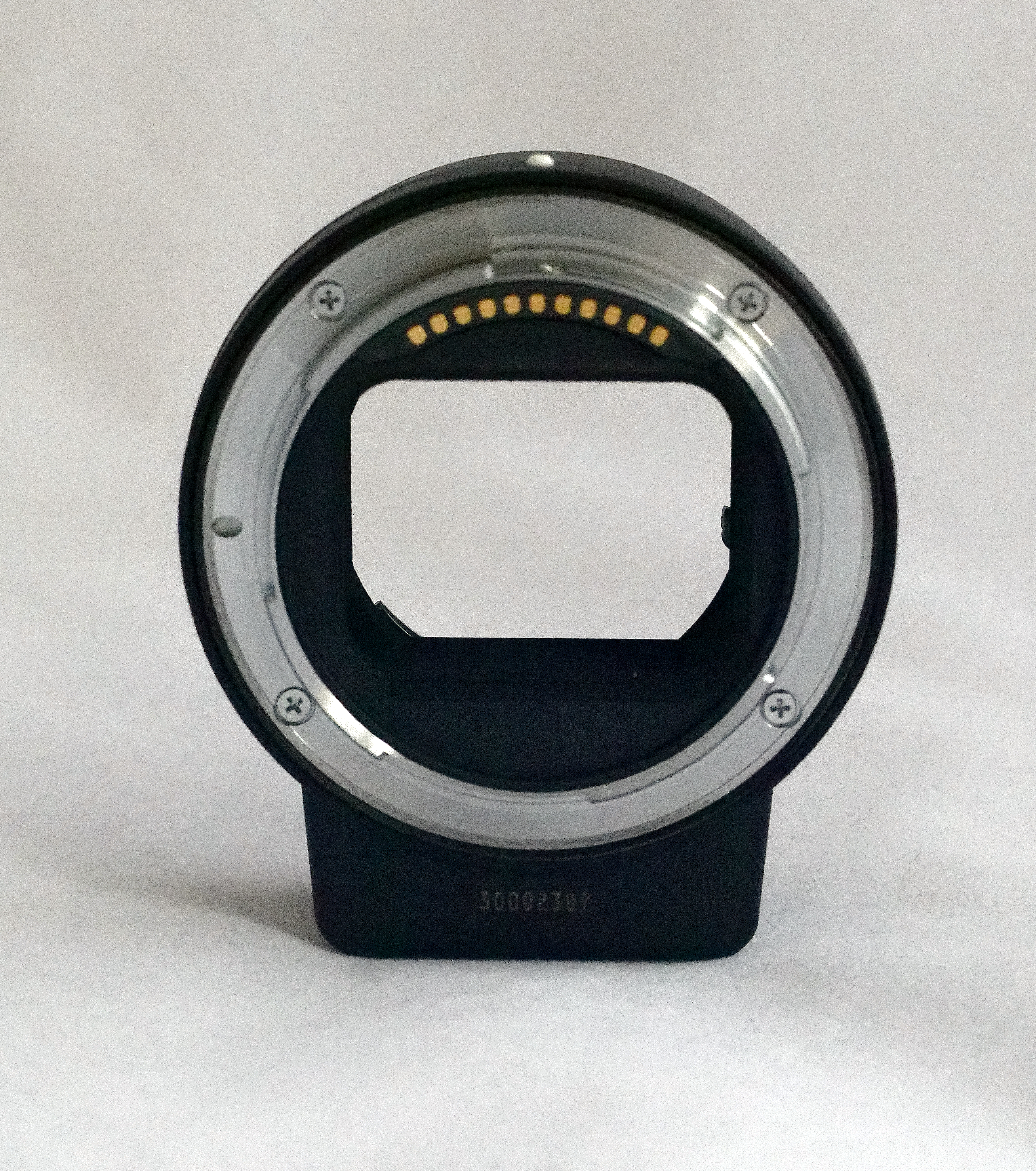
Adaptateur FTZ côté boîtier
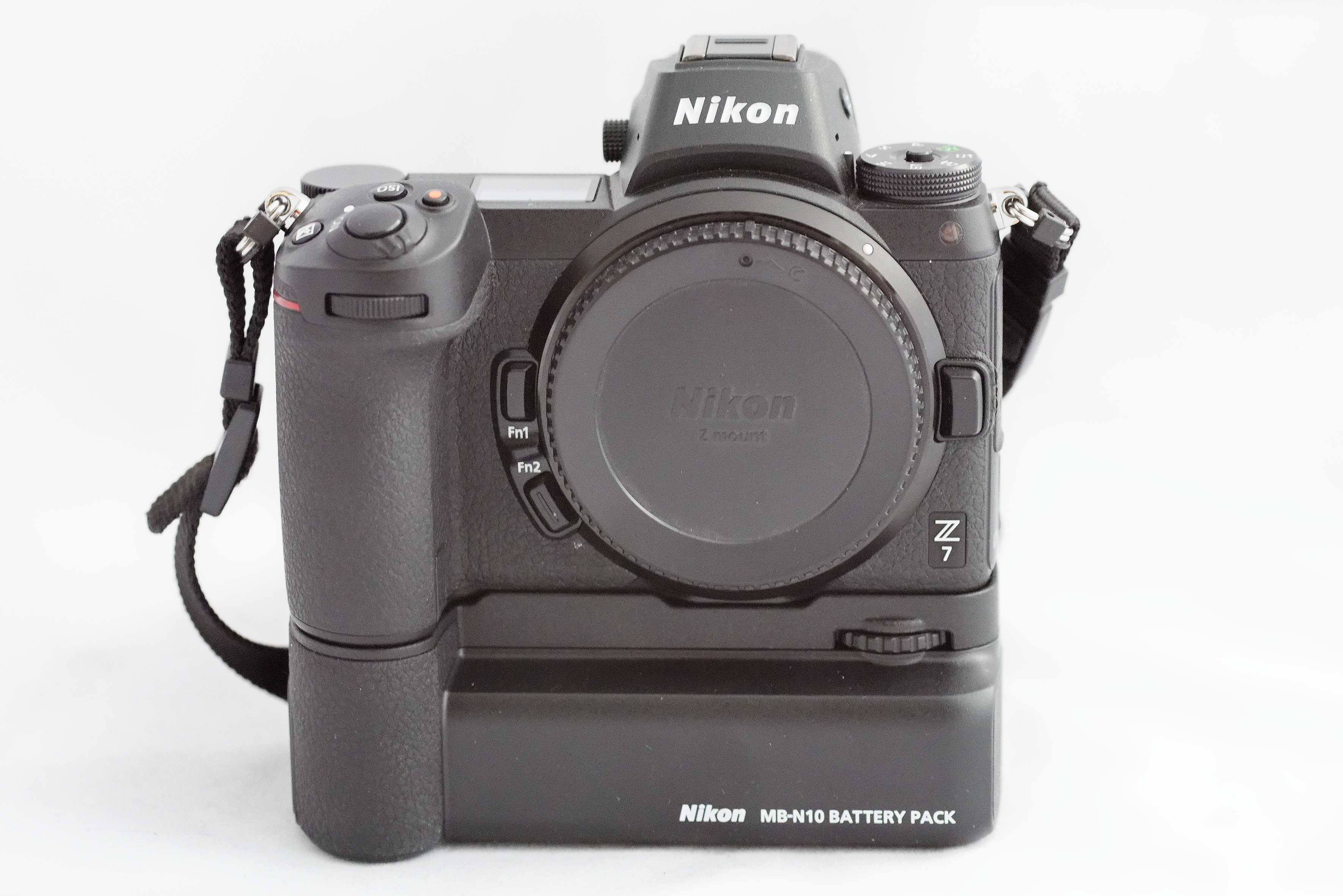
Pack accus MB-N10
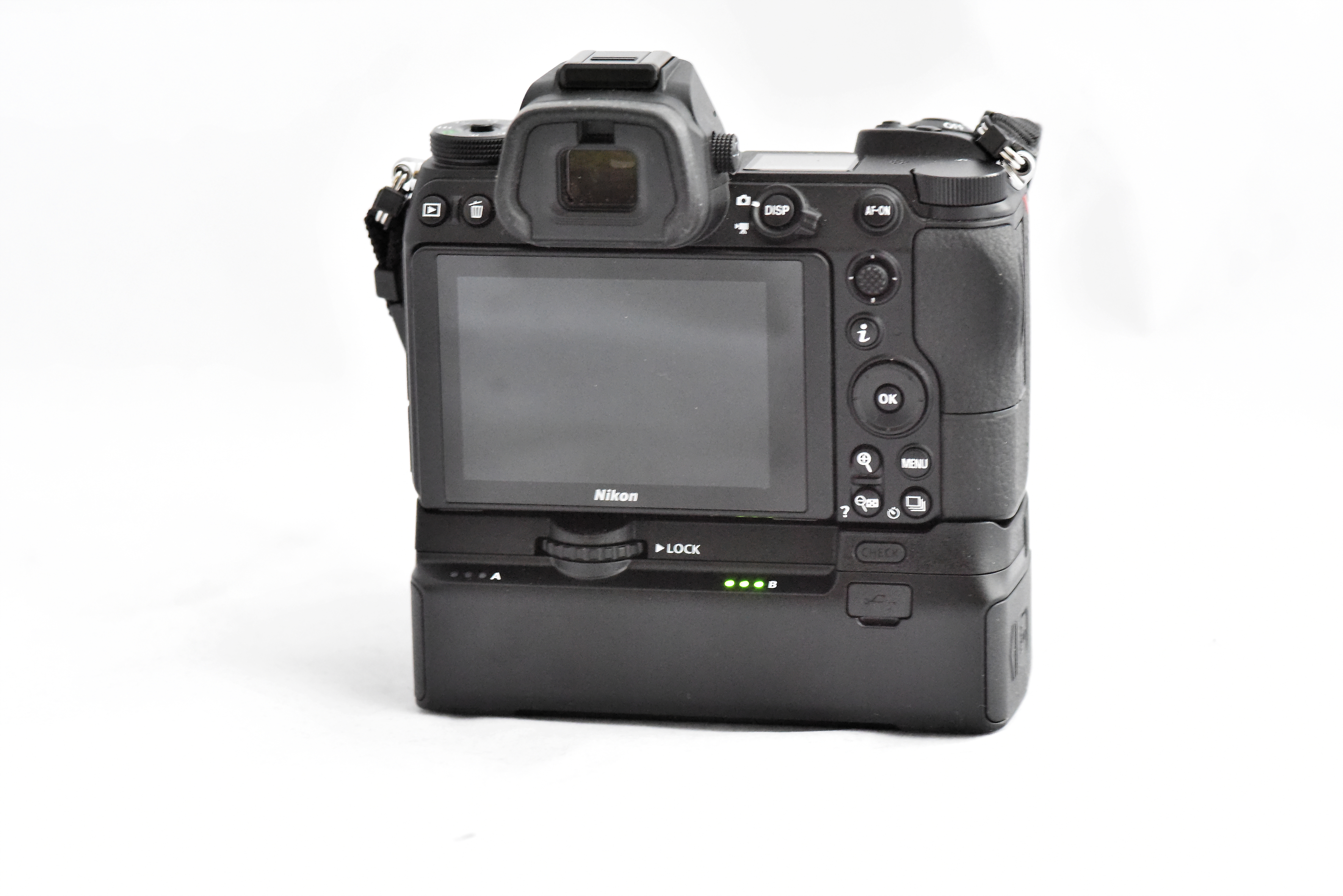
Pack accus MB-N10
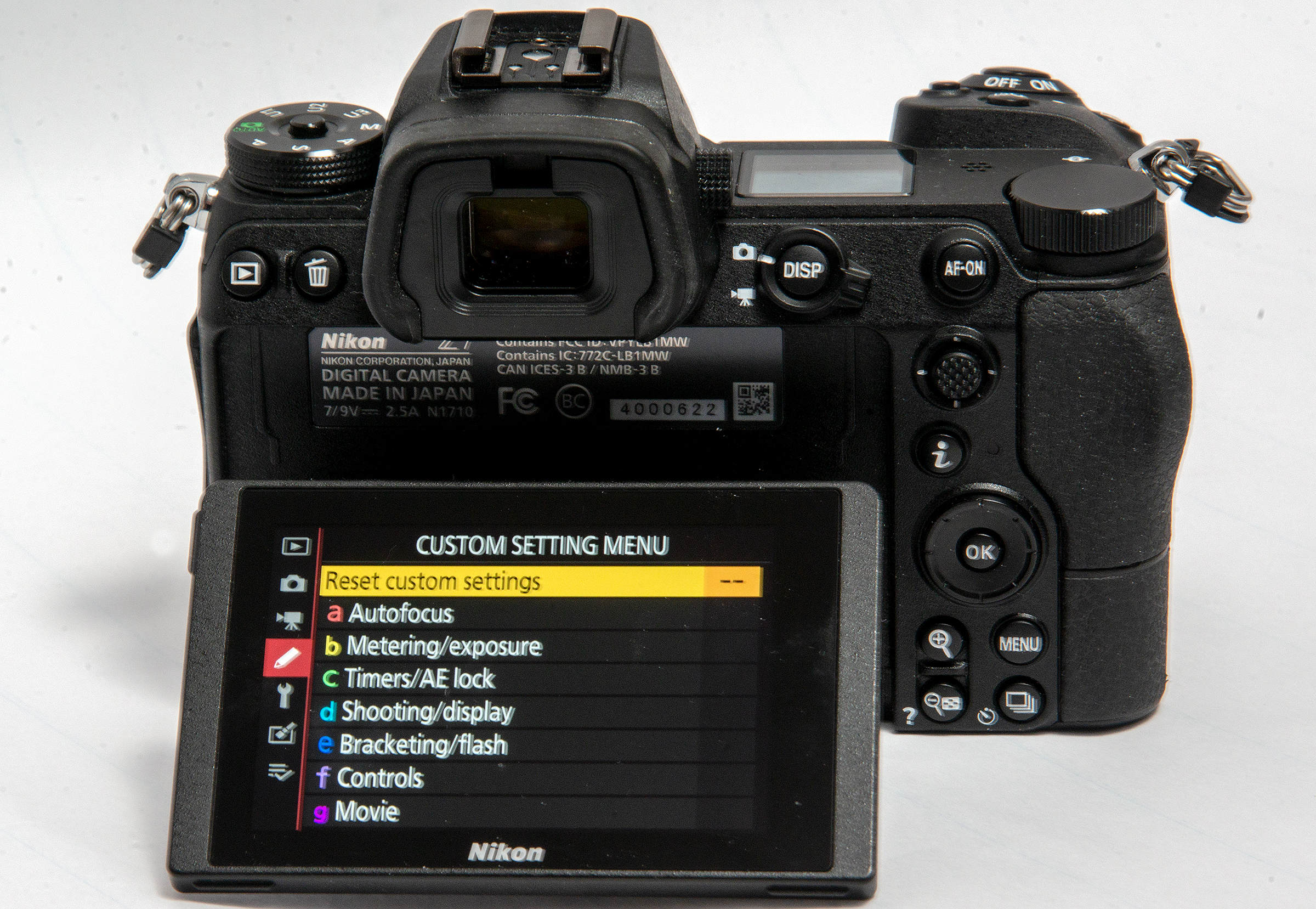
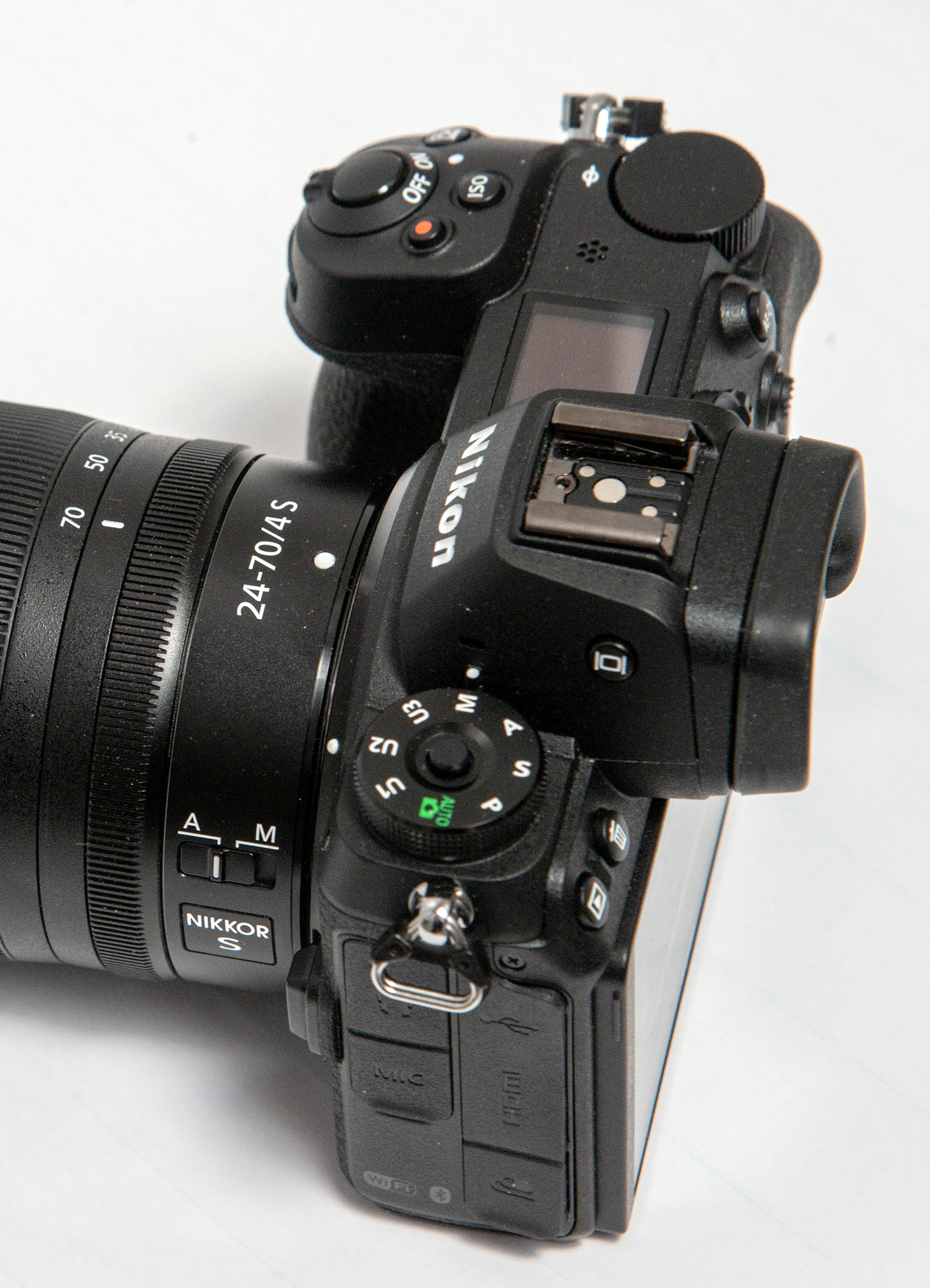
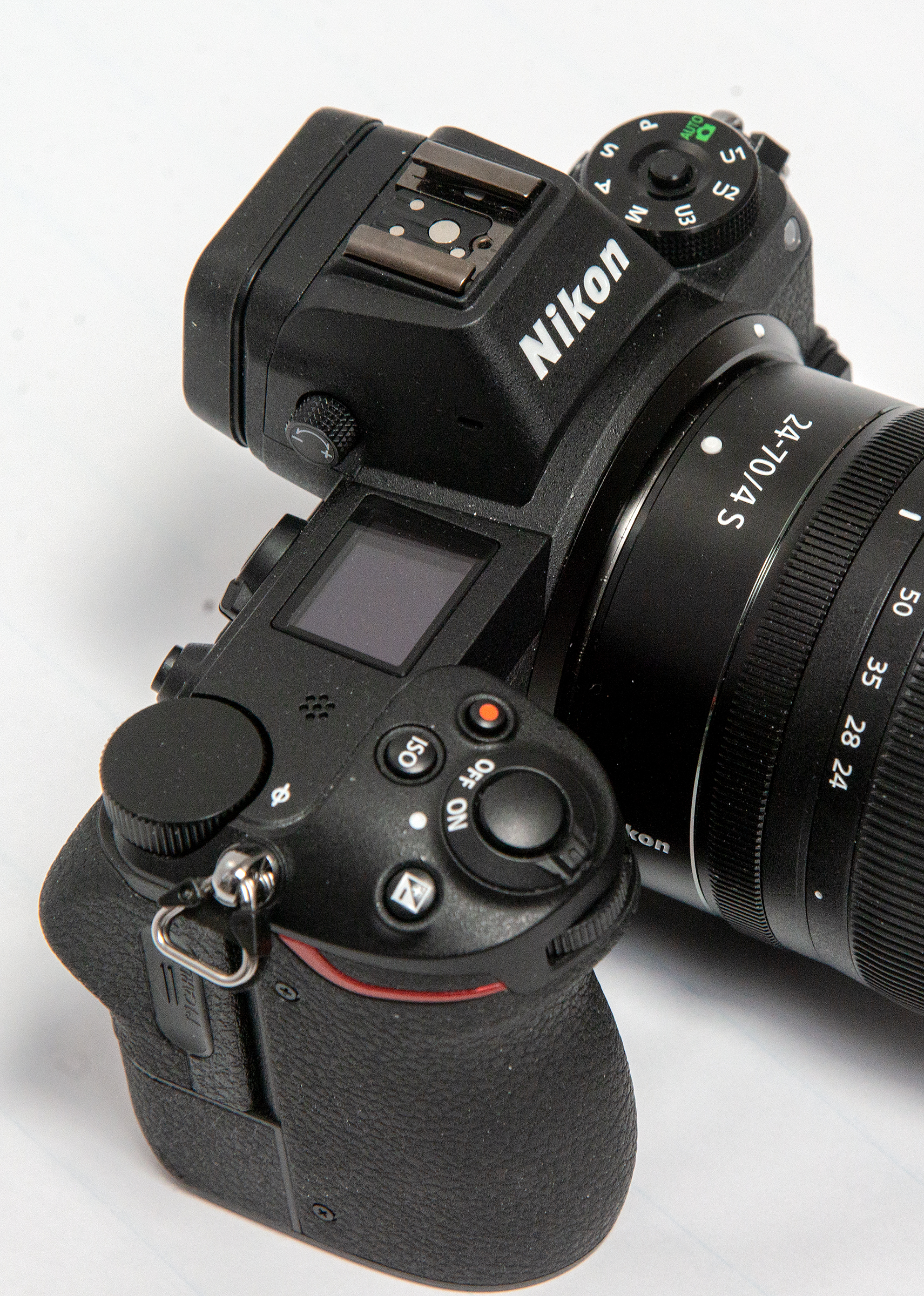
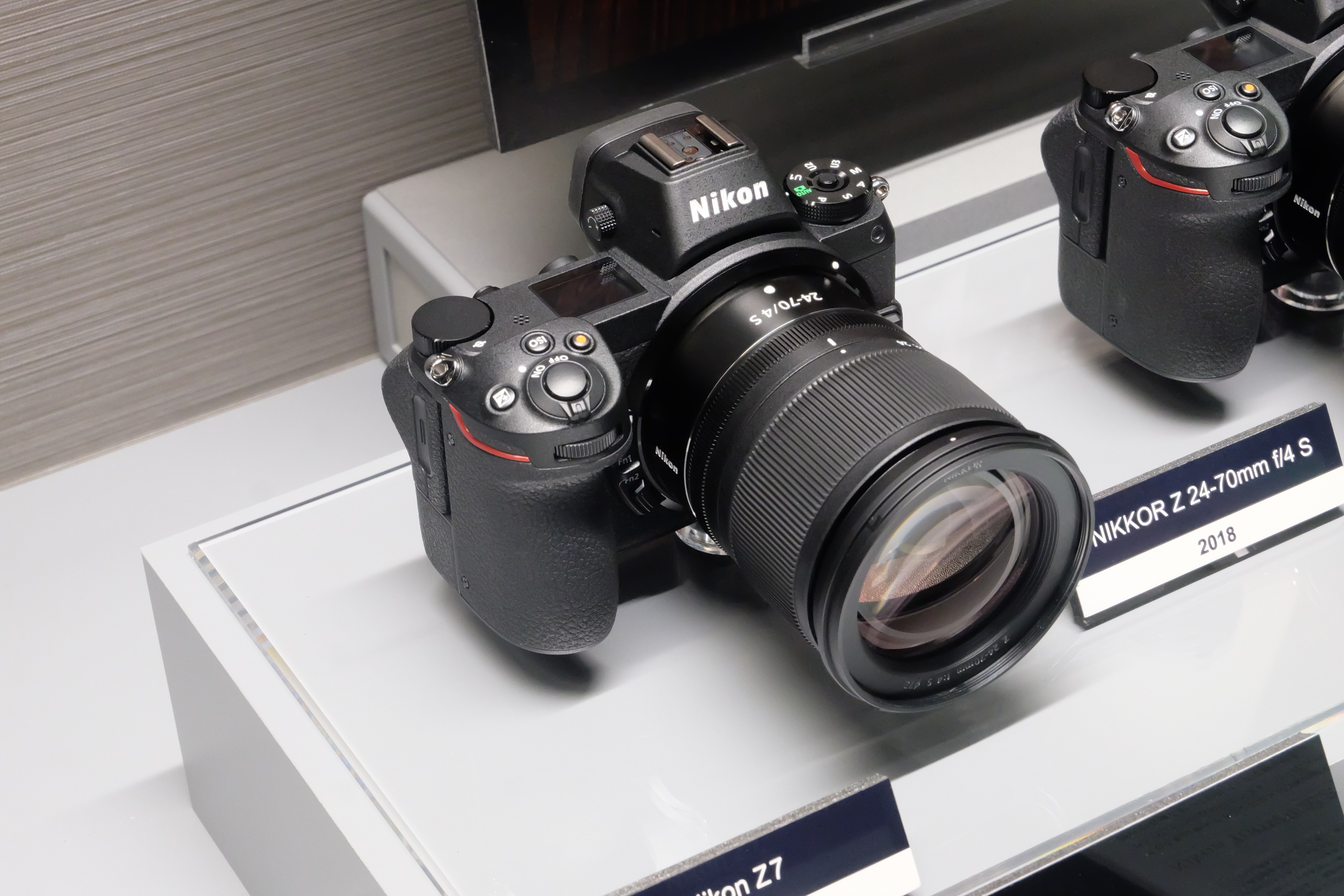
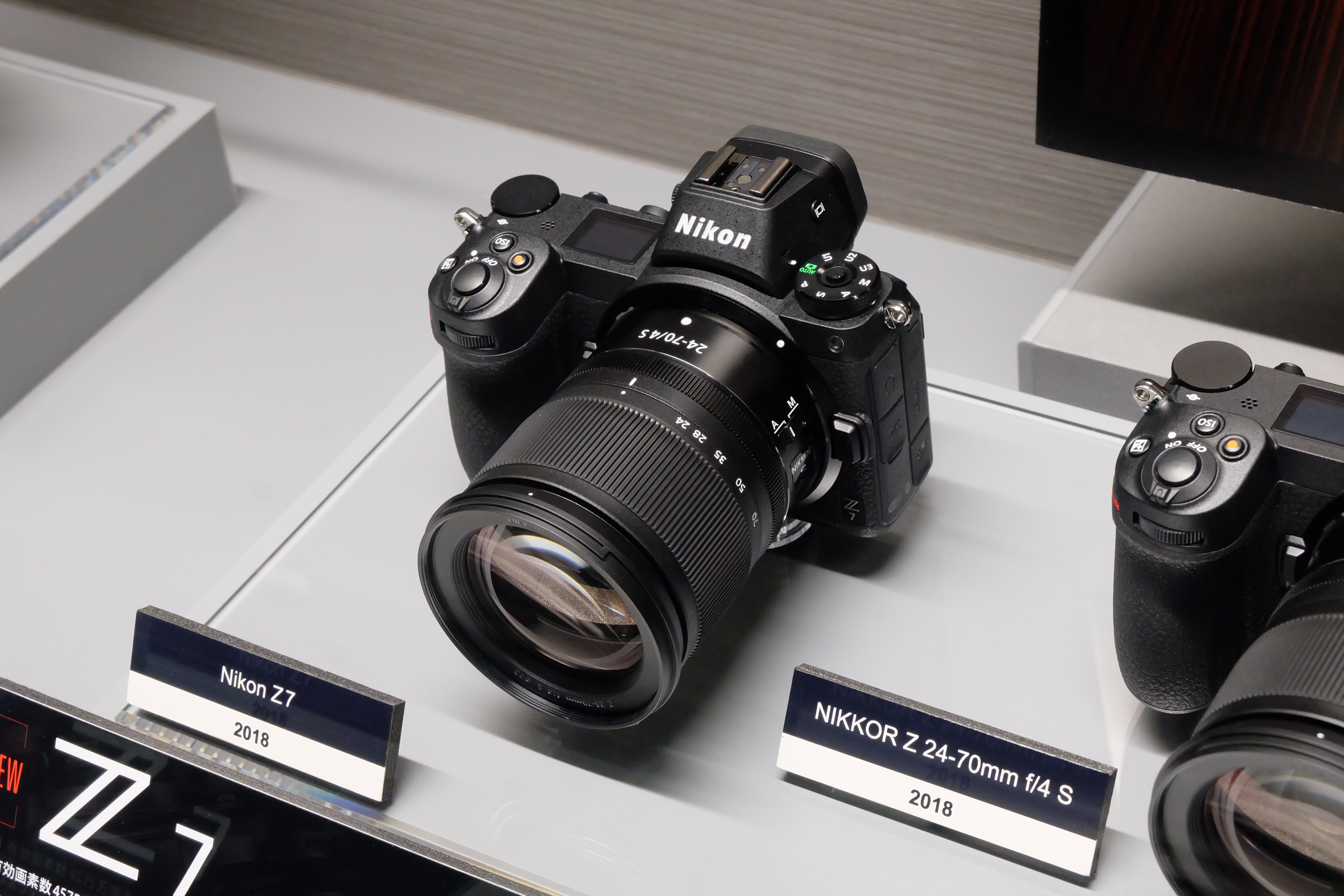
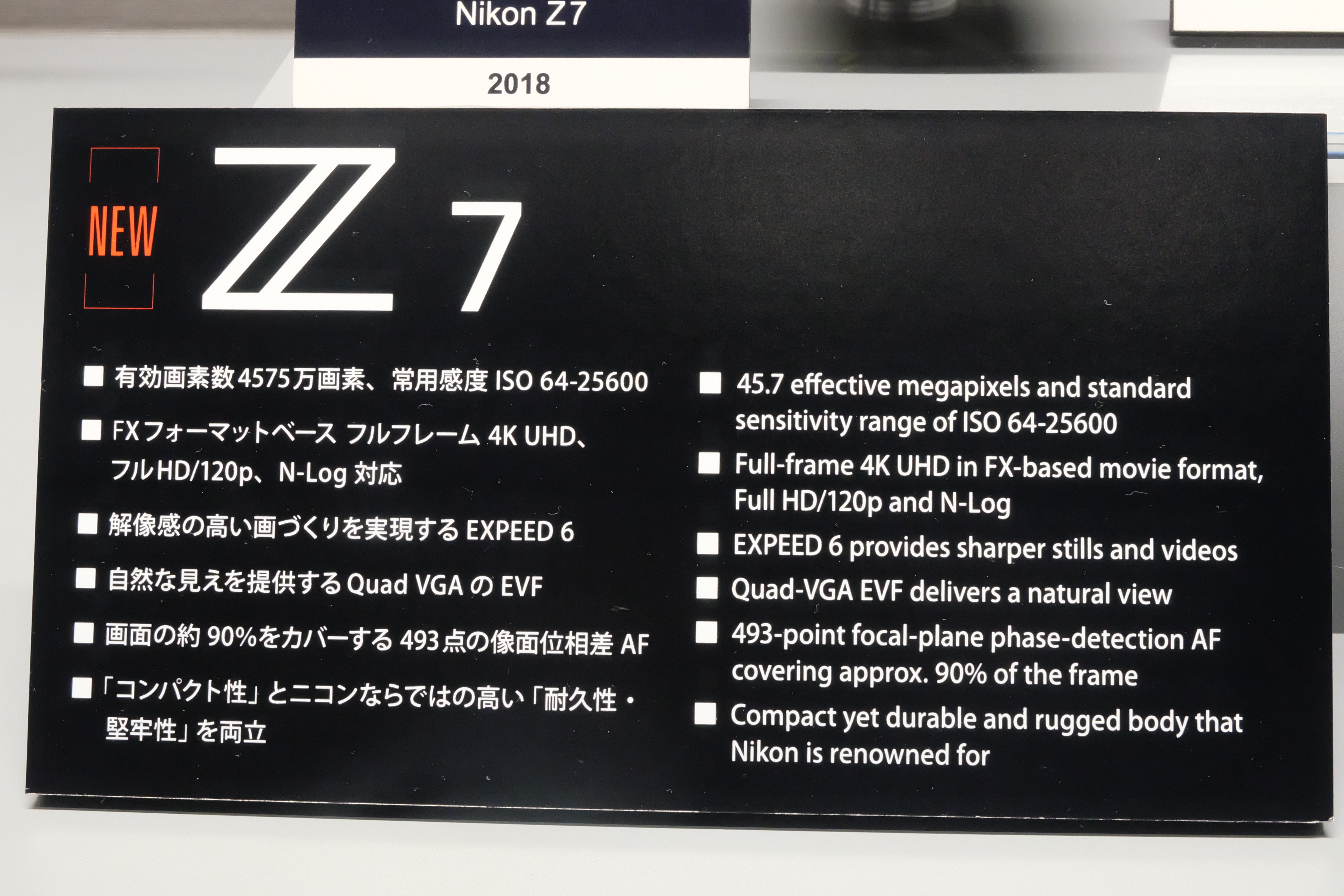
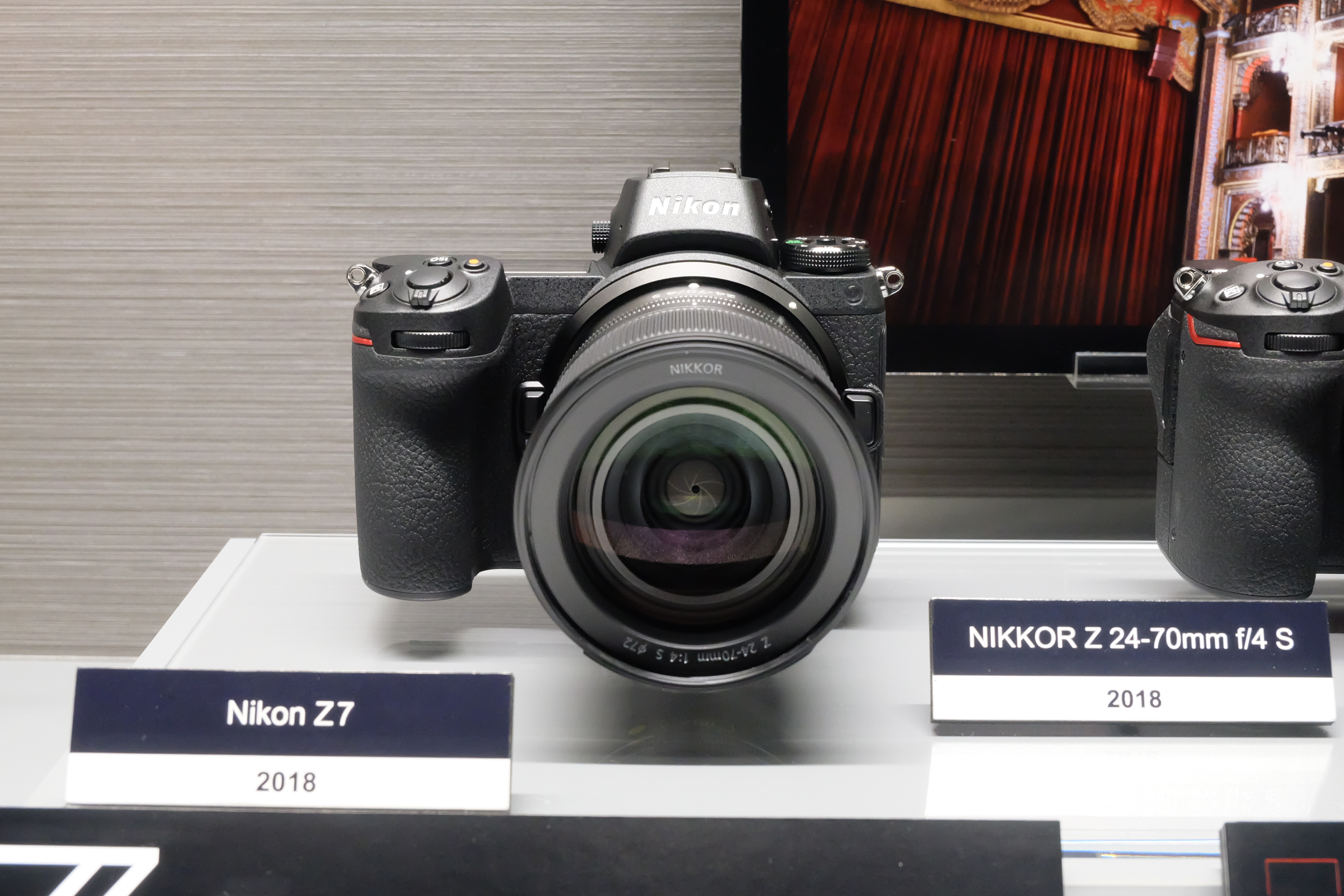
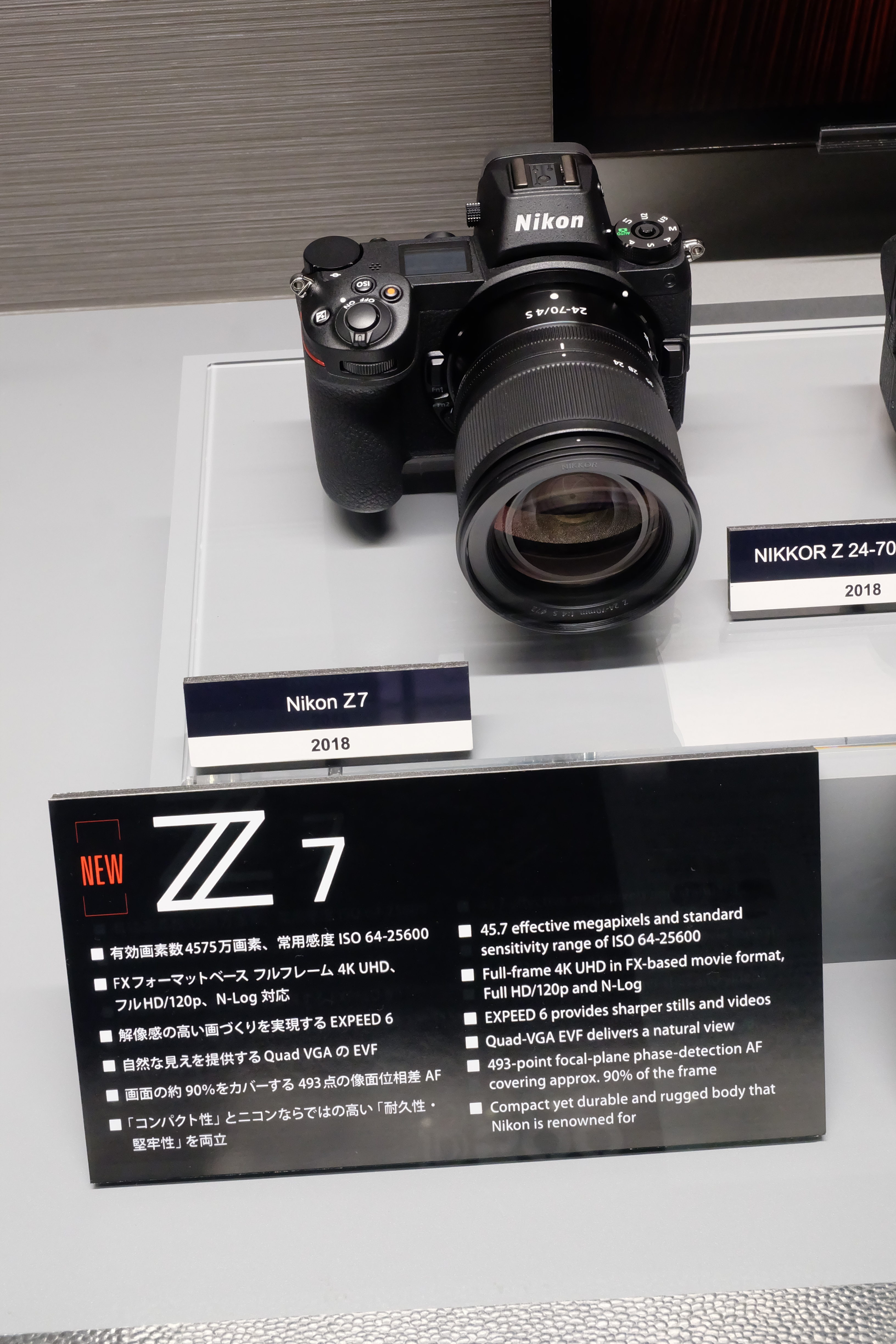
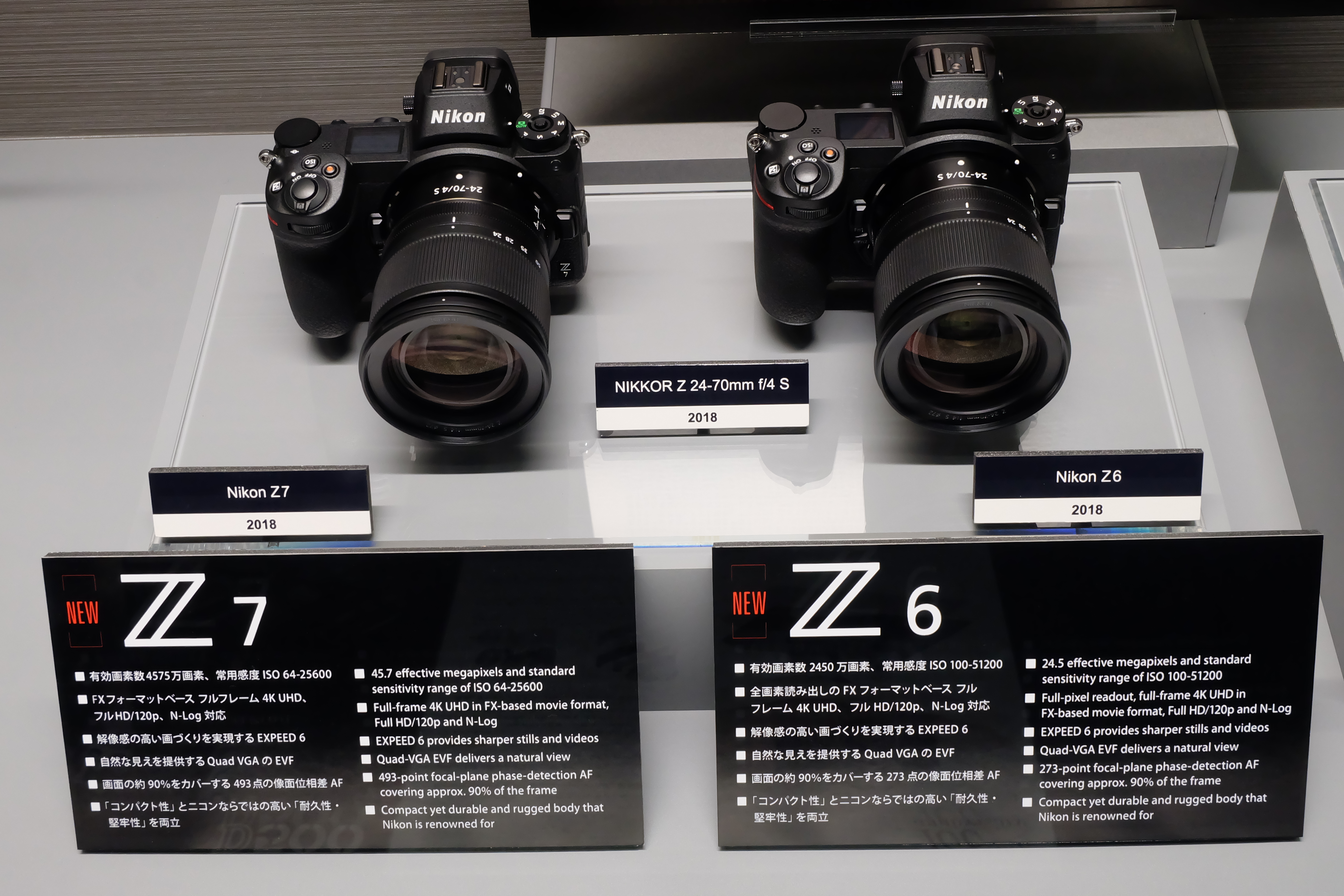
Z6 et Z7
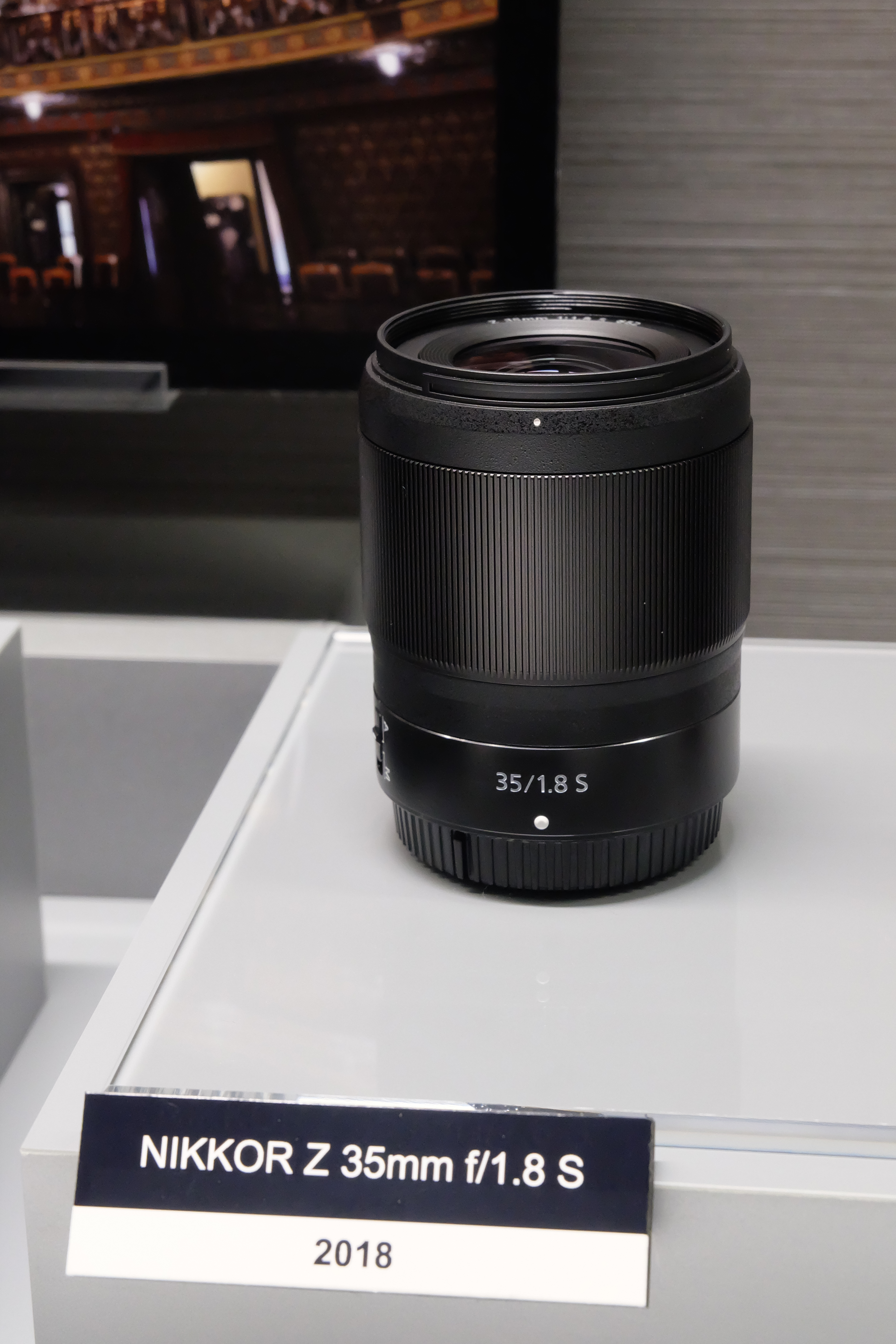
Objectif NIKKOR Z 35mm f1.8 S